# Método de Lee-Kesler
El método de Lee – Kesler permite la estimación de la presión de vapor saturada a una temperatura dada para todos los componentes para los cuales se conocen la presión crítica Pc, la temperatura crítica Tc y ω el factor acéntrico.

## Ecuaciones
{\displaystyle \ln P_{r}=f^{(0)}+\omega \cdot f^{(1)}}
{\displaystyle f^{(0)}=5.92714-{\frac {6.09648}{T_{r}}}-1.28862\cdot \ln T_{r}+0.169347\cdot T_{r}^{6}}
{\displaystyle f^{(1)}=15.2518-{\frac {15.6875}{T_{r}}}-13.4721\cdot \ln T_{r}+0.43577\cdot T_{r}^{6}}
con
{\displaystyle P_{r}={\frac {P}{P_{c}}}} (presión reducida) y {\displaystyle T_{r}={\frac {T}{T_{c}}}} (temperatura reducida).

## Errores típicos
El error de predicción puede ser de hasta el 10% para los componentes polares y las presiones pequeñas, y la presión calculada suele ser demasiado baja. Para presiones superiores a 1 bar, eso significa que, por encima del punto de ebullición normal, los errores típicos están por debajo del 2%.

## Cálculo de ejemplo
Para el benceno con
- Tc = 562.12 K[3]
- Pc = 4898 kPa[3]
- Tb = 353.15 K[4]
- ω = 0.2120[5]

El siguiente cálculo para T = Tb resultados:
- Tr = 353.15 / 562.12 = 0.628247
- f(0) = -3.167428
- f(1) = -3.429560
- Pr = exp( f(0) + ω f(1) ) = 0.020354
- P = Pr * Pc = 99.69 kPa

El resultado correcto sería P = 101.325 kPa, la presión normal (atmosférica). La desviación es -1.63 kPa o -1.61%.
Es importante usar las mismas unidades absolutas para T y Tc, así como para P y Pc. El sistema de unidades utilizado (K o R para T) es irrelevante debido al uso de los valores reducidos Tr y Pr.